# Dunaújváros
Dunaújváros is een stad in Hongarije, hoofdplaats van het district Dunaújváros (Dunaújvárosi járás), 20 km ten noorden van de stad Dunaföldvár en evenals deze stad gelegen aan de Donau. De stad ligt in het comitaat Fejér en is een "stad met comitaatsrecht" (megyei jogú város).
Vanaf 1950 werd het dorpje Dunapentele veranderd in een industriestad. Het moest onder de communisten de modelstad van Hongarije worden.
Van 1951 tot 1961 droeg de stad de naam Sztálinváros, als eerbetoon aan de sovjet-leider. In 1961 kreeg de stad haar huidige naam, die Nieuwstad aan de Donau betekent.
De woon- en industriegebieden van Dunaújváros zijn door een kilometer brede strook bos van elkaar gescheiden. Er is een veerdienst, die auto's en personen overzet naar de plaatsen Szalkszentmárton, Dömsöd en Kunszentmiklós op de linkeroever van de Donau.
Vroeger lag hier een Romeinse legerplaats Intercisa, waaraan het Intercisa-museum aan het Stadhuisplein (Városháza tér) zijn naam ontleent. Het museum van de stad bevat vondsten uit de prehistorie en uit de Romeinse tijd, alsmede documenten van de jonge, nieuwe stad en laat de verdere plannen voor de toekomst zien.
In het het vroegere Dunapentele bevindt zich de barokke Servische kerk uit de 18e eeuw. Evenals in Boedapest is hier een spoorlijntje van de Pioniers (jonge socialisten). In de stad en omgeving zijn zwembaden, parken, een botanische tuin en een camping.

## Geboren
- Gábor Torma (1 augustus 1976), voetballer
- Katrin Klujber (21 april 1999), handbalster
- Áron Dobos (8 juni 2000), voetballer